# 헬리오스PE
헬리오스PE(Helios Private Equity)는 대한민국의 사모펀드이다. 경영참여형 사모펀드(PEF)를 전문으로 하며 현재 누적 AUM(운용자산)은 약 5,000억원 수준이다.

## 역사
2018년 9월에 설립되었다.

## 투자 사례
- 모비어스: 자율주행 물류로봇(AMR) 및 물류 인프라 구축 솔루션을 제공하는 인모비어스에 150억원을 투자했다. 모비어스는 * 클루커스: 클라우드 운영·관리(MSP) 기업에 100억원을 했다.[2]
- ISC: 반도체 테스트 솔루션 기업인 ISC에 투자하였다.[3]